# Nationwide Mutual Insurance Company
Nationwide Mutual Insurance Company — страховая и финансовая компания США, штаб-квартира расположена в Колумбусе, штат Огайо, региональные центры находятся в Де-Мойне (Айова), Сан-Антонио (Техас), Гейнсвилле (Флорида), Роли (Северная Каролина), Уэстервилл (Огайо). Является обществом взаимного страхования.
В списке крупнейших компаний США Fortune 500 за 2021 год компания заняла 76-е место.

## История

### Farm Bureau Mutual
Компания была основана Федерацией фермерских бюро Огайо 10 апреля 1926 года под названием Farm Bureau Mutual Automobile Insurance Company (Взаимная компания автострахования фермерского бюро). В то время закон штата Огайо требовал, чтобы как минимум 100 человек взяли на себя обязательство стать держателями полисов. Первым агентам удалось набрать в десять раз больше этого числа, и 14 апреля 1926 года Farm Bureau Mutual начала бизнес с 1000 страхователями.
Первым продуктом новой компании, как следует из названия, было автострахование. Компания в то время взаимодействовала только с фермерам штата Огайо. В 1928 году Farm Bureau Mutual начала предлагать свои услуги для фермеров Западной Вирджинии, а затем Мэриленда, Делавера, Вермонта и Северной Каролины. Farm Bureau Mutual начала андеррайтинг жителей малых городов в 1931 году, а жителей крупных городов в 1934 году.

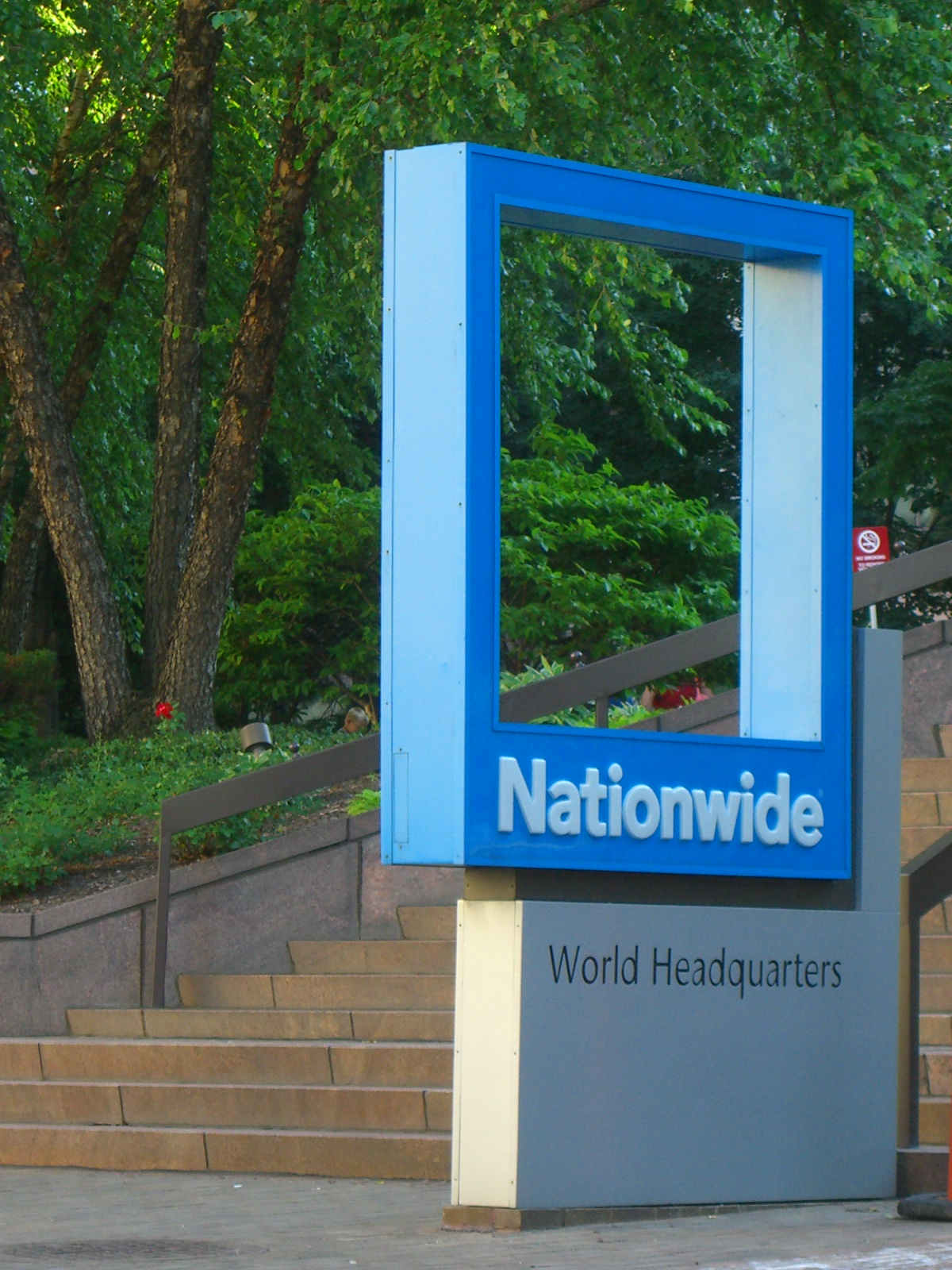
Эмблема Nationwide около One Nationwide Plaza.

В 1934 году Farm Bureau Mutual начала предлагать страхование от пожаров, а в 1935 году была куплена компания по страхованию жизни. С ростом появилась потребность в расширении офисных площадей, в 1936 году компания переехала в здание 246, N. High Street в Колумбусе. К 1943 году Farm Bureau Mutual действовала в 12 штатах и округе Колумбия. Даже с утроением пространства в здании 246, Farm Bureau Mutual не могла разместить всех сотрудников и с 1951 года начала открывать региональные офисы.
В 1955 году Farm Bureau Mutual изменила своё название на Nationwide Insurance (Общенациональное страхование). В течение последующих 10 лет Nationwide расширилась до штата Орегон, что сделало компанию действительно «общенациональной». Она также освоила ещё 19 штатов, в результате чего общий охват к 1965 году достиг 32 штата и округ Колумбия.
В 1970-х Nationwide перерос 246 здание, и началась работа над новым небоскребом штаб-квартиры компании. В 1978 году One Nationwide Plaza была завершена в юго-западном углу N. High Street и Nationwide Blvd на северном краю центра Колумбуса. С 1988 года Nationwide добавила к своему присутствию в деловом центре Колумбуса ещё пять зданий.

## Спонсорство
С 2003 по 2012 год название компании (Nationwide Tour) носил второй по величине мужской профессиональный тур по гольфу в Соединенных Штатах.

### Помощь Коламбусу с командой в высшей лиге

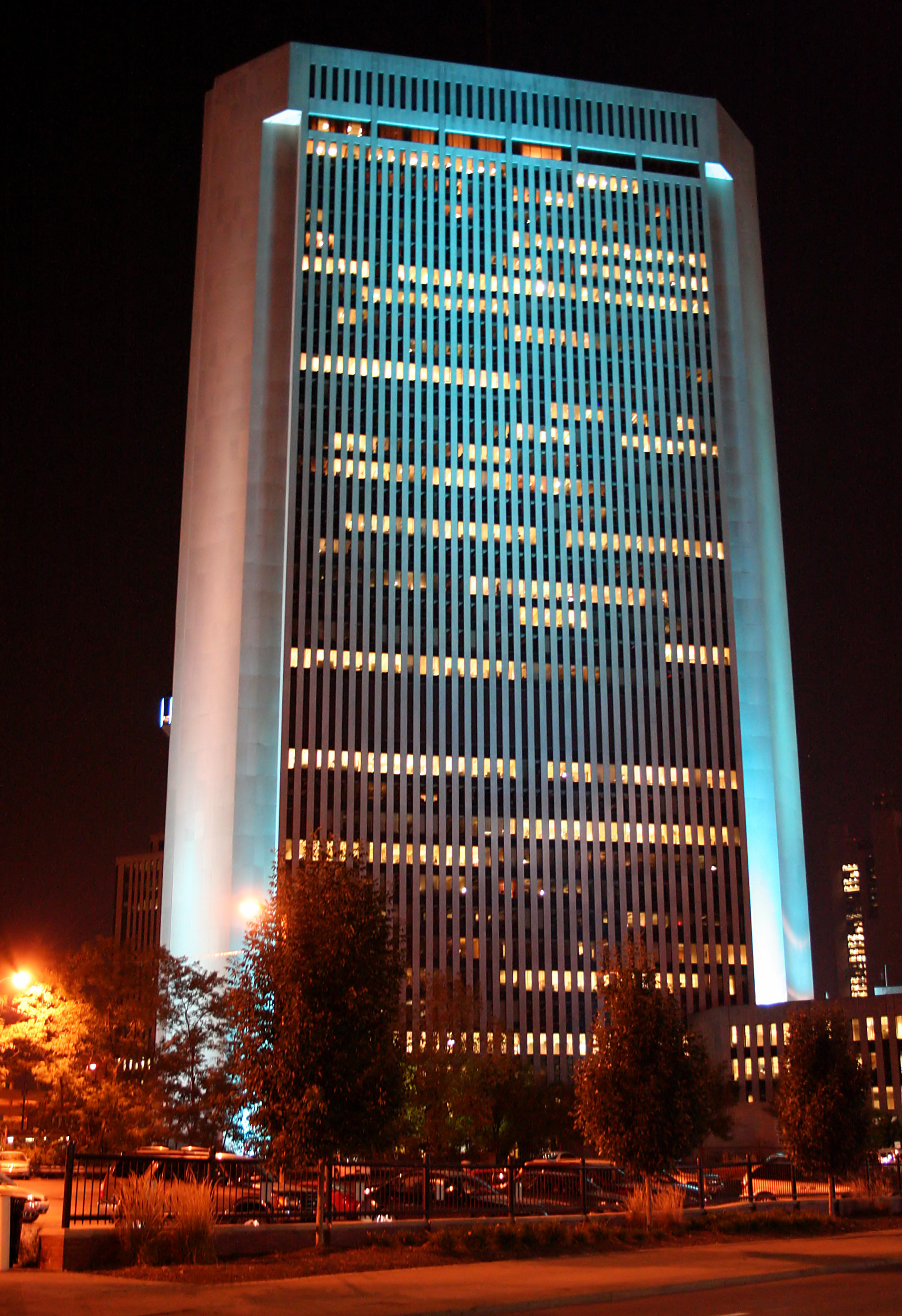
Штаб-квартира — One Nationwide Plaza

К 1997 году город Колумбус вырос до 15-го по величине города в Соединенных Штатах, но оставался крупнейшим американским городом без профессиональной спортивной франшизы в крупнейших спортивных лигах в Соединенных Штатах (МЛБ, Национальная футбольная лига, Национальная баскетбольная ассоциация, Национальная хоккейная лига). После того как планы по перемещению команды Хартфорд Уэйлерс в Колумбус потерпели неудачу, Nationwide Mutual Insurance Company объявила, что она построит арену, примыкающую к One Nationwide Plaza, чтобы привлечь франшизу НХЛ в Колумбус. В конце 2000 года Коламбус Блю Джекетс начали играть на Nationwide Arena. Этот спорткомплекс, названный в честь компании, является центральным элементом района развлечений, ресторанов и гостиниц, связывающих центр Колумбуса с пригородами.

### NASCAR
В 2008 году Nationwide стала титульным спонсором Национальной серии NASCAR. 18 сентября 2013 года компания объявила, что больше не будет спонсором серии, но останется официальным спонсором NASCAR. Начиная с 2015 года Nationwide стала главным спонсором Дэйла Эрнхардта-младшего в серии Sprint Cup.

### Memorial Tournament
3 сентября 2010 года Nationwide объявила о шестилетней сделке, по которой Nationwide будет спонсором PGA Tour Memorial Tournament начиная с 2010 года.

## Технологии
В 2009 году Nationwide выпустила Nationwide Mobile — бесплатное приложение для iPhone для клиентов компании и других пользователей iPhone. Приложение разработано, чтобы помочь водителям предпринять первые шаги после аварии. Оно также помогает клиентам Nationwide начать процесс рассмотрения претензий, находит национальные сертифицированные местные ремонтные мастерские и облегчает обмен информацией об авариях и страховании. Nationwide стала первым американским страховщиком, предложившим такое приложение для iPhone.